# Белорусы в гражданской войне в Таджикистане
Уроженцы Белорусской ССР, призванные в 1990—1991 годах в советские войска, на протяжении 1992 года (некоторые также в течение 1993) вынужденно находились на территории Таджикистана и принимали участие во внутренним конфликте между центральной властью и оппозицией. В последующем они столкнулись с проблемой получения свидетельств ветеранов боевых действий, поскольку формально граждан Республики Беларусь в стране не было. Этот вопрос прорабатывался госорганами и потребовал поправок в Закон «О ветеранах».

## Военная служба
В советский период жители страны направлялись на военную службу в Таджикскую ССР, где после выполняли задачи в условиях чрезвычайного положения и вооружённого конфликта. Они дислоцировались на территории приграничных районов в период с 1992 по 1993 год. Большую часть призвали в 1990 и 1991 годах. На момент начала боевых действий здесь находилось около 700 белорусов. После развала СССР отозвать всех сразу домой не получалось. Поэтому они вынуждены были продолжать службу и даже принять участие в конфликте.
Белорусские призывники попали главным образом в погранвойска КГБ СССР и оказались на границе с ДРА. С началом войны они участвовали в боевых операциях по перехвату караванов с оружием и прикрывали эвакуацию мирного населения (так, например, как писал военный журналист Сергей Птичкин, белорусы вместе с другими задействованы при спасении 500 русских заложников на железнодорожной станции Душанбе-2). В это время в погранотрядах, что уже не подчинялись советскому руководству, но ещё не вошли в состав ВС РФ, оставалось до 60 % бойцов. Многие офицеры, уезжая в отпуск, не возвращались на границу, а поэтому их место приходилось занимать сержантам из Белоруссии. Помимо командиров из других советских республик, свои части оставляли офицеры и из числа белорусов, о чём писал в своей книге «Таджикистан 1992–2005. Война на забытой границе» Андрей Мусалов.
Военные комиссариаты в декабре 2016 года опубликовали следующий перечень воинских частей, где служили либо могли служить граждане республики:
- 9998 — Управление пограничных войск Российской Федерации в Республике Таджикистан;
- 2066 — Пянджский пограничный отряд (г. п. Пяндж);
- 2033 — Московский пограничный отряд (п. Московский);
- 2022 — Харогский пограничный отряд (г. Харог);
- 2111 — Калай-Хумский пограничный отряд (г. п. Калай-Хум);
- 9820 — Мургабский пограничный отряд (г. п. Мургаб);
- 2066 — Ишкашимский пограничный отряд (г. п. Ишкашим);
- 2421 — 17-й учебный пограничный отряд;
- 2014 — отдельный батальон связи (г. Душанбе);
- 9809 — авиационный полк (г. Душанбе);
- 9870 — отдельный инженерно-сапёрный батальон;
- 9855 — отдельная строительная рота;
- 2170 — топографический пограничный отряд;
- 2445 — база обеспечения и хранения;
- 2528 — военный госпиталь;
- 2591 — техническая эксплуатационная часть;
- 2158 — отдельная авиаэскадрилья (г. п. Московский);
- 2176 — отдельная авиаэскадрилья (г. п. Пяндж);
- 2081 – отдельная радиотехническая служба (п. Гиссар);
- отдельный контрольно-пропускной пункт «Душанбе» (АКПП «Душанбе»).

Многие формирования относились к группе российских пограничных войск (изначально — Оперативная группа  Краснознаменного Среднеазиатского пограничного округа (КСАПО) КГБ СССР). Ситуация с данными частями усложнялась тем, что после 1991 года распалась единая пограничная служба, в связи с чем заметно ослабла охрана внешних границ молодых суверенных государств. При этом их внутренние границы являлись фактически прозрачными. В 1991–1992 годы Оперативная группа КСАПО охраняла границу практически на одном энтузиазме
В сентябре 2019 года в числе подразделений с белорусскими солдатами военными комиссарами названа 201-я мотострелковая дивизия.

## Возвращение на родину
Когда пограничные силы в Таджикистане оказались под юрисдикцией России, официальный Минск принял действенные меры по срочной эвакуации соотечественников. В соответствии с распоряжением Комитта по охране государственной границы стран СНГ (КОГГ) 29 июня 1992 года командующий пограничными войсками Республики Беларусь Евгений Бочаров издал приказ «Об организации приёма военнослужащих срочной службы, призванных в с территории Республики Беларусь и проходивших службу в Среднеазиатском пограничном округе». Планирование организованного перемещения военнослужащих срочной службы, распределение их по частям и подразделениям, а также дальнейшее профессиональное использование в служебно-оперативной деятельности возлагалось на штаб Главного управления погранвойск (ГУПВ) при Совете Министров, управления тыла и расквартирования войск, техники и вооружения. Они должны были согласовать с КОГГ и Министерством обороны вопросы доставки бойцов авиацией, а также провести командно-штабные и инженерно-технические мероприятия по обеспечению мер и правил безопасности при перевозке личного состава всеми видами транспорта.
Для руководства приёмом, размещением и распределением военнослужащих по воинским частям и подразделениям при ГУПВ была создана оперативная группа под руководством полковника Виктора Пантелеенкова. Приём и размещение военнослужащих планировалось осуществить в 16-й Гродненский и 86-й Краснознаменный Брестский пограничные отряды. Поэтому командиры частей до 7 июля должны были организовать на базе полевых учебных центров сборные пункты. В Гродненском погранотряде начальником сборного пункта личного состава назначался полковник Ф. С. Сайбаталов, в Брестском — полковник С. С. Фетисов.
Весь 1992 год белорусы продолжали нести службу в стране и постепенно небольшими партиями возвращались на родину. В ходе первого этапа операции (июль – август) по согласованию правительств трёх государств белорусской авиацией из Туркменистана и Таджикистана на родину было перемещено 1267 пограничников срочной службы. С ними проведены карантинно-профилактические и фильтрационные мероприятия, а военнослужащие осеннего призыва 1990 года уволены в запас. Весенний призыв 1991 года отправлен дослуживать, главным образом в Сморгонский и Полоцкий пограничные отряды. В октябре – ноябре из Туркмении и Таджикистана было перемещено 1 805 человек, в том числе 1720 военнослужащих срочной службы. Последняя группа из Таджикистана в составе 100 человек покинула «горячую точку» в ноябре
Уроженцы республики оставались в «горячей точке» и после этого, но 3 ноября 1992 года был принят Закон «О Вооружённых Силах Республики Беларусь», после чего все белорусы, которые служили за границами страны, оказались военнослужащими иностранных армий.

## Ветеранский статус
В отличие от белорусов, которые воевали в Афганистане, участники войны в Таджикистане не получили статус ветеранов, так как формально граждан республики там не было. Военнослужащие пытались исправить эту ситуацию. Они долгие годы посещали государственные ведомства с запросами дать им необходимый статус. На обращения приходили подобные ответы: «Беларусь с 1.01.1992 года заявила о своём суверенитете и не принимала участия в подписании Меморандума о сотрудничестве по охране таджикско-афганской границы». Газета «СБ. Беларусь сегодня» ссылалась на пример России, где схожую юридическую проблему исправили в 2011 году, внеся необходимые изменения в Закон «О ветеранах». Благодаря этому около 23 тысяч россиян признали участниками боевых действий.
В декабре 2016 года в связи с проработкой вопроса о внесении изменений в Закон «О ветеранах» их просили обратиться в военные комиссариаты. В тот момент начались работы по распространению статуса ветеранов. Чиновникам необходимо было уточнить количество возможных участников войны в Таджикистане. В 2019 году при Министерстве труда и социальной защиты создали междуведомственную группу по проработке концепции и структуре новой редакции Закона «О ветеранах». Чиновники начали мероприятия по определении количества участников конфликта. Для этого они вновь запросили бывших военнослужащих прибыть в военные комиссариаты. Под вниманием находились те, кто был в Таджикистане в сентябре—октябре 1992 года.
22 апреля 2025 года Совет министров Республики Беларусь утвердил новый перечень государств, территорий и периодов ведения боевых действий с участием граждан страны, чьё действие вступило в силу с 1 мая. Согласно постановлению, граждане, что в сентябре—ноябре 1992 года воевали в Таджикистане, получили статус ветеранов боевых действий за рубежом.

## Известные персоны
- Сергей Сыч (Речица), служил на 12-й пограничной заставе. Погиб в июле 1993 года в бою с моджахедами и оппозицией[2].
- Владимир Самборский (Гомель), также служил на 12-й пограничной заставе (декабрь 1991—декабрь 1992[16]), но уволился за полгода до атаки боевиков[2].
- Геннадий Смоликов (Минск), пограничник[2]. Вернулся в ноябре 1992 года[4].